# جون بورتر إيست
جون بورتر إيست (بالإنجليزية: John Porter East)‏ هو عالم سياسة ومحامي وسياسي أمريكي، ولد في 5 مايو 1931 في سبرينغفيلد في الولايات المتحدة، وتوفي في 29 يونيو 1986 في غرينفيل في الولايات المتحدة بسبب تسمم بأحادي أكسيد الكربون. حزبياً، نشط في الحزب الجمهوري. وقد انتخب عضو مجلس الشيوخ الأمريكي (3 يناير 1981 – 29 يونيو 1986).